# Ghiacciaio Gregory
Il ghiacciaio Gregory (in inglese Gregory Glacier) (64°08′S 60°48′W) è un ghiacciaio situato sulla costa di Danco, nella parte occidentale della Terra di Graham, in Antartide. Il ghiacciaio, il cui punto più alto si trova 627 m s.l.m., fluisce fino ad arrivare alla cala di Cierva, nella baia di Hughes, a nord del ghiacciaio Breguet.

## Storia
Il ghiacciaio Gregory è stato osservato su una mappa del governo argentino del 1957 e non si sa chi abbia effettivamente effettuato il primo avvistamento del vivo, comunque esso è stato così battezzato nel 1960 dal Comitato britannico per i toponimi antartici in onore di Hollingsworth Franklin Gregory, un pioniere del volo con gli elicotteri americano.